# Duke (album)
Pour les articles homonymes, voir Duke.
Albums de Genesis
... And Then There Were Three...
(1978) Abacab
(1981)
Singles
1. Turn It On Again
Sortie : 8 mars 1980
2. Duchess
Sortie : 9 mai 1980
3. Misunderstanding
Sortie : 10 mai 1980

Duke est le dixième album studio du groupe britannique de rock Genesis, sorti le 24 mars 1980 sur le label Charisma Records.
Il est produit par le groupe et David Hentschel. Il marque le début de leur plus grande période de réussite commerciale, et se trouve être leur premier n°1 sur le marché britannique, s'appuyant notamment sur les singles à succès, Turn It On Again, Duchess et Misunderstanding

## Historique
Ce disque, sorti en 1980, permet au groupe d'occuper pour la première fois la tête des charts au Royaume-Uni. Deux singles extraits de l'album, Turn It On Again et Misunderstanding connaissent un succès commercial. L'album est enregistré après une période d'inactivité du groupe durant laquelle Phil Collins s'est rendu auprès de son épouse Andrea Bertorelli à Vancouver, au Canada, afin de tenter de sauver son mariage. Pendant son absence, Mike Rutherford et Tony Banks enregistrent chacun un album solo. Après l'échec de Phil Collins pour sauver son union, celui-ci revient en Grande-Bretagne et le groupe reprend ainsi ses activités.
Les trois musiciens se mettent donc au travail et occupent les Studios Polar de Stockholm d'octobre à décembre 1979 pour concevoir et enregistrer cet album. Ce disque confirme le virage pris par la musique du groupe lors de l'album précédent, c'est-à-dire un habile mélange entre rock progressif et musique pop. Les chansons sont plus courtes que sur les albums précédents, ce qui leur permettra d'être beaucoup plus diffusées sur les stations de radio. 
À sa sortie, cet album est le plus grand succès commercial du groupe, atteignant le numéro 1 en Grande-Bretagne et la 11e place en Amérique, certifié album platine dans les deux pays, Angleterre et États-Unis. Tony Banks aurait mentionné Duke comme son album favori de Genesis. 
La première pièce de l'album Behind The Lines refera surface sur le premier album solo de Phil Collins, Face Value, dans une version plus pop avec les Phoenix Horns, les cuivres du groupe Earth, Wind and Fire. 
Au début du projet Duke, les chansons Behind the lines - Duchess - Guide vocal - Turn it on again - Duke's Travels et Duke's end sont conçues pour ne former qu'une longue suite sur une face de l'album, racontant l'histoire du personnage prénommé Albert que l'on aperçoit sur la pochette du disque. Mais le projet est quelque peu modifié, pour éviter les comparaisons avec les longues suites des albums progressifs du groupe à la Supper's ready, les musiciens préfèrent s'abstenir et choisissent de ne pas faire toute une suite qui s'enchaîne : les trois premières chansons (Behind The lines, Duchess, Guide vocal) ouvrent l'album et les deux dernières pièces de la suite (Duke's travel, Duke's end) le clôturent, tandis que Turn it on Again est placé ailleurs, en premier titre de la face B de l'album original. 
La pochette de l'album est réalisé par l'auteur illustrateur français, Lionel Koechlin.

## Titres

### Face 1
| No | Titre                                        | Auteur                                    | Durée |
| -- | -------------------------------------------- | ----------------------------------------- | ----- |
| 1. | Behind the Lines (instrumental jusqu'à 2'25) | Tony Banks, Phil Collins, Mike Rutherford | 5:31  |
| 2. | Duchess (instrumental jusqu'à 2'21)          |                                           | 6:26  |
| 3. | Guide Vocal                                  | Banks                                     | 1:18  |
| 4. | Man Of Our Times                             | Rutherford                                | 5:35  |
| 5. | Misunderstanding                             | Collins                                   | 3:13  |
| 6. | Heathaze                                     | Banks                                     | 4:59  |

### Face 2
| No  | Titre                        | Auteur                     | Durée |
| --- | ---------------------------- | -------------------------- | ----- |
| 7.  | Turn It On Again             | Banks, Collins, Rutherford | 3:50  |
| 8.  | Alone Tonight                | Rutherford                 | 3:56  |
| 9.  | Cul-de-sac                   | Banks                      | 5:05  |
| 10. | Please Don't Ask             | Collins                    | 4:01  |
| 11. | Duke's Travel (instrumental) | Banks, Collins, Rutherford | 8:40  |
| 12. | Duke's End (instrumental)    | Banks, Collins, Rutherford | 2:08  |

## Musiciens
D'après le livret accompagnant l'album :
- Phil Collins : chant, batterie, boîte à rythmes, appeau à canard[4]
- Tony Banks : claviers, guitare douze cordes, chœurs, appeau à canard
- Mike Rutherford : basse, guitares, chœurs

### Chanteur additionnel
- David Hentschel : chœurs

## Charts
Charts album
| Pays             | Durée du classement | Meilleur classement |
| ---------------- | ------------------- | ------------------- |
| Allemagne        | 27 semaines         | 2e                  |
| Autriche         | 4 semaines          | 14e                 |
| Canada           | 28 semaines         | 1er                 |
| États-Unis       | 31 semaines         | 11e                 |
| France           | 56 semaines         | 4e                  |
| Italie           | -                   | 6e                  |
| Norvège          | 15 semaines         | 4                   |
| Nouvelle-Zélande | 6 semaines          | 13e                 |
| Pays-Bas         | 6 semaines          | 12e                 |
| Royaume-Uni      | 30 semaines         | 1er                 |
| Suède            | 6 semaines          | 9e                  |
| Suisse           | 6 semaines          | 3e                  |

Charts singles
| Année | Single           | Chart           | Durée du classement | Position |
| ----- | ---------------- | --------------- | ------------------- | -------- |
| 1980  | Turn It On Again | Hot 100         | 8 semaines          | 58e      |
| 1980  | Turn It On Again | Singles Chart   | 10 semaines         | 8e       |
| 1980  | Turn It On Again | Single Top 100  | 4 semaines          | 66e      |
| 1980  | Turn It On Again | RPM Top Singles | 3 semaines          | 49e      |
| 1980  | Turn It On Again | Top 100         | 12 semaines         | 32e      |
| 1980  | Duchess          | Singles Chart   | 5 semaines          | 46e      |
| 1980  | Misunderstanding | Hot 100         | 18 semaines         | 14e      |
| 1980  | Misunderstanding | Singles Chart   | 5 semaines          | 42e      |
| 1980  | Misunderstanding | RPM Top Singles | 21 semaines         | 1er      |

## Certifications
| Pays        | Certification | Ventes      | Date       |
| ----------- | ------------- | ----------- | ---------- |
| États-Unis  | Platine       | 1 000 000 + | 11/02/1988 |
| France      | Or            | 100 000 +   | 1980       |
| Royaume-Uni | Platine       | 300 000+    | 03/07/1980 |